# Llista de reis de Sardenya
El Regne de Sardenya fou creat el 1297 pel Papa Bonifaci VIII per resoldre els conflictes entre el Casal d'Anjou i la Corona d'Aragó. Fou, doncs, un reialme de compensació atribuït a Jaume II d'Aragó. Ocuparen el tron de Sardenya diverses dinasties successives, totes d'origen exterior.

## Casal de Barcelona, 1297-1410

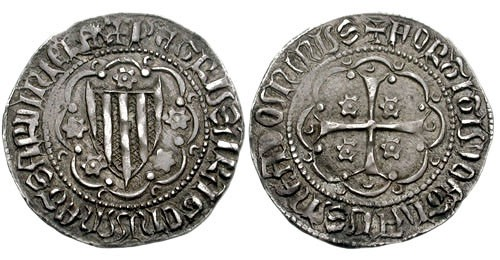
Moneda de Sardenya, de Pere III, rei de Sardenya, 1336-1387, amb els quatre pals reials.

- 1297 - 1327: Jaume I el Just, comte de Barcelona i rei d'Aragó
- 1327 - 1336: Alfons I el Benigne (Alfons IV d'Aragó), fill de l'anterior
- 1336 - 1387: Pere III el Cerimoniós (Pere IV d'Aragó), fill de l'anterior
- 1387 - 1396: Joan I el Caçador, fill de l'anterior
- 1396 - 1410: Martí I l'Humà, germà de l'anterior

## Dinastia Trastàmara, 1412-1516
- 1412 - 1416: Ferran I, nebot de l'anterior
- 1416 - 1458: Alfons II el Magnànim (Alfons V d'Aragó), fill de l'anterior
- 1458 - 1479: Joan II, germà de l'anterior
- 1479 - 1516 : Ferran II el Catòlic, fill de l'anterior

## Dinastia Habsburg(branca castellana), 1516-1700
- 1516 - 1556: Carles I, Emperador del Sacre Imperi, net de l'anterior
- 1556 - 1598: Felip I, fill de l'anterior
- 1598 - 1621: Felip III de Castella, fill de l'anterior
- 1621 - 1665: Felip IV de Castella, fill de l'anterior
- 1665 - 1700: Carles II d'Espanya, fill de l'anterior

## Dinastia Borbó(branca castellana), 1700-1708
- 1700-1708: Felip V d'Espanya, besnet de Felip IV, net de Lluís XIV de França i de Maria Teresa d'Àustria, germana de Carles II d'Espanya.

## Dinastia Habsburg (branca austríaca), 1708-1718
- 1708-1711: Josep I, emperador del Sacre Imperi Romanogermànic
- 1711-1720: Carles VI, emperador del Sacre Imperi Romanogermànic

el 1720 Carles VI bescanvià l'illa de Sardenya per l'illa de Sicília

## Dinastia Savoia, 1720-1847
- 1720-1731: Víctor Amadeu II, anteriorment rei de Sicília
- 1731-1773: Carles Manuel III, fill de l'anterior
- 1773-1796 : Víctor Amadeu III, fill de l'anterior
- 1796-1802: Carles Manuel IV, fill de l'anterior
- 1802-1824: Víctor Manuel I, germà de l'anterior
- 1824-1831: Carles Fèlix I, germà de l'anterior
- 1831-1849: Carles Albert I, cosí de l'anterior
- 1849-1861: Víctor Manuel II, fill de l'anterior

El 1847 Carles Albert I suprimeix de fet el Regne de Sardenya teòricament independent en fusionar tots els Estats de Savoia en un Estat unitari sota el mateix nom oficial de Regne de Sardenya.